# Стейнгримюр Йоуханн Сигвуссон
Стейнгримюр Йоуханн Сигвуссон (исл. Steingrímur Jóhann Sigfússon; род. 4 августа 1955, Svalbarðshreppur, Нордюрланд-Эйстра) — государственный и политический деятель Исландии.

## Биография
Родился в Гюннарсстадире (Gunnarsstaðir), большой овцеводческой ферме между Гардюром (Garður) и Тоурсхёбном у Тистиль-фьорда на северо-востоке Исландии (община Лаунганесбиггд). В молодости был заядлым спортсменом: занимался легкой атлетикой, а также волейболом. Получил геологическое образование.
С 1983 года был членом альтинга (парламента Исландии) от социалистической партии «Народный союз», заместителем председателя которой был в 1989—1995 годах. Когда партия вливалась в «Социал-демократический альянс», в составе её левого крыла выступил против этого, став независимым членом парламента в 1998—1999 годах, а затем основателем и председателем «Лево-зелёного движения» с 1999 по 2013 год. Затем во главе партии его сменила Катрин Якобсдоуттир.
С 1988 по 1991 год работал министром рыболовства и сельского хозяйства, а также был министром транспорта. 16 января 2006 года получил травму в автокатастрофе недалеко от Блёндюоуса, но позже поправился.
С 2009 по 2011 год был министром финансов в левоцентристском правительстве Йоханны Сигурдардоуттир. В 2011 году занял должности министра рыболовства и сельского хозяйства, а также министра экономики и торговли. В 2012—2013 годах был министром промышленности и инноваций.
Был избран спикером альтинга 6 декабря 2016 года и оставался на посту во время правительственного кризиса, пока 24 января 2017 года его место не заняла Уннюр Брау Конраудсдоттир. Был переизбран спикером альтинга 14 декабря 2017 года, когда его партия сформировала коалиционное правительство с ведущими партиями правых (Партия независимости) и центра (Прогрессивная партия). В 2020 году объявил, что этот парламентский срок станет для него последним и он больше не будет баллотироваться на выборах.
Поддержал прекращение военного присутствия США в Исландии, считая, что страна должна была взять на себя инициативу по выводу американских войск. С сентября 2006 года, когда войска США покинули военно-морской аэродром Кеблавик, он решительно выступал против создания исландской армии, считая, что потребности страны в вооружённых силах практически не существует. Считает, что гражданские органы власти, такие как полиция и береговая охрана, должны быть организованы для обеспечения необходимой защиты в маловероятном случае серьёзных беспорядков.
В ноябре 2006 года опубликовал книгу «Við öll — Íslenskt velferðarsamfélag á tímamótum», в которой изложил свою политическую идеологию.